# 이경호 (탁구 선수)
이경호(李慶浩)는 대한민국의 탁구선수였다. 1954년 싱가포르 아시아선수권대회에서 위쌍숙과 함께 혼합복식 금메달을 획득하였다.

## 서훈
- 1973.4월 국민훈장 동백장

## 참고
1. ↑  “榮冠머리에쓰고”. 동아일보. 1954년 12월 23일.